# János Zsombolyai
János Zsombolyai (Budapest, 30 gennaio 1939 – 4 gennaio 2015) è stato un direttore della fotografia, regista e sceneggiatore ungherese.
Nel 1990, partecipò alla quarantesima edizione del Festival internazionale del cinema di Berlino con il film A halálraítélt, in rappresentanza dell'Ungheria.

## Filmografia

### Direttore della fotografia
- Szevasz, Vera, regia di János Herskó (1967)
- Nyár a hegyen, regia di Péter Bacsó (1967)
- Bohóc a falon, regia di Pál Sándor (1968)
- Fejlövés, regia di Péter Bacsó (1968)
- Tiltott terület, regia di Pál Gábor (1969)
- A tanú, regia di Péter Bacsó (1969)
- Szeressétek Odor Emíliát!, regia di Pál Sándor (1970)
- N.N. a halál angyala, regia di János Herskó (1970)
- A gyilkos a házban van, regia di Róbert Bán (1971)
- Kitörés, regia di Péter Bacsó (1971)
- Horizont, regia di Pál Gábor (1971)
- Reménykedök, regia di Tamás Rényi (1971)
- Jelenidö, regia di Péter Bacsó (1972)
- A legszebb férfikor, regia di Sándor Simó (1972)
- Holt vidék, regia di István Gaál (1972)
- Forró vizet a kopaszra!, regia di Péter Bacsó (1972)
- Lányarcok tükörben, regia di Róbert Bán (1973)
- Harmadik nekifutás, regia di Péter Bacsó (1973)
- Pókháló, regia di Imre Mihályfi (1974)
- Szikrázó lányok, regia di Péter Bacsó (1974)
- Makra, regia di Tamás Rényi (1974)
- Ereszd el a szakállamat!, regia di Péter Bacsó (1975)
- Az idök kezdetén, regia di Tamás Rényi (1975)
- Zongora a levegöben, regia di Péter Bacsó (1976)
- A kard, regia di János Dömölky (1977)
- Riasztólövés, regia di Péter Bacsó (1977)
- K.O., regia di Tamás Rényi (1978)
- BUÉK!, regia di Rezsö Szörény (1978)
- A kedves szomszéd, regia di Zsolt Kézdi-Kovács (1979)
- Mese habbal, regia di István Bácskai Lauró (1979)
- A remény joga, regia di Zsolt Kézdi-Kovács (1982)
- Return, regia di Andrew Silver (1985)

### Regista
- Tüzikovácsok - cortometraggio (1975)
- A Kenguru (1976)
- Kihajolni veszélyes (1978)
- Matrimonie con franquicia (Vámmentes házasság) (1980)
- Hungarian Rhapsody: Live in Budapest (Varázslat - Queen Budapesten) (1987)
- A halálraítélt (1989)